# Stockholms slot
Het Stockholms slot (Zweeds: Kungliga Slottet ), of Koninklijk Paleis, is de officiële residentie van de Zweedse koninklijke familie.
Het slot ligt op het eiland Gamla Stan in Stockholm en is het oudste nog steeds dienstdoende paleis ter wereld. Al in de 13e eeuw werden de eerste fundamenten gelegd voor dit paleis, toen Tre Kronor (Drie Kronen) geheten. In 1697 echter werd het hele paleis in de as gelegd en werd er met de bouw van het nieuwe begonnen. Pas in 1754 werd het hele gebouw voltooid. Het paleis heeft 1.430 kamers, waarvan 660 ramen hebben, het is 42.000 m² groot.
In het paleis ligt de Livrustkammaren, het oudste museum van Zweden.

## Galerij

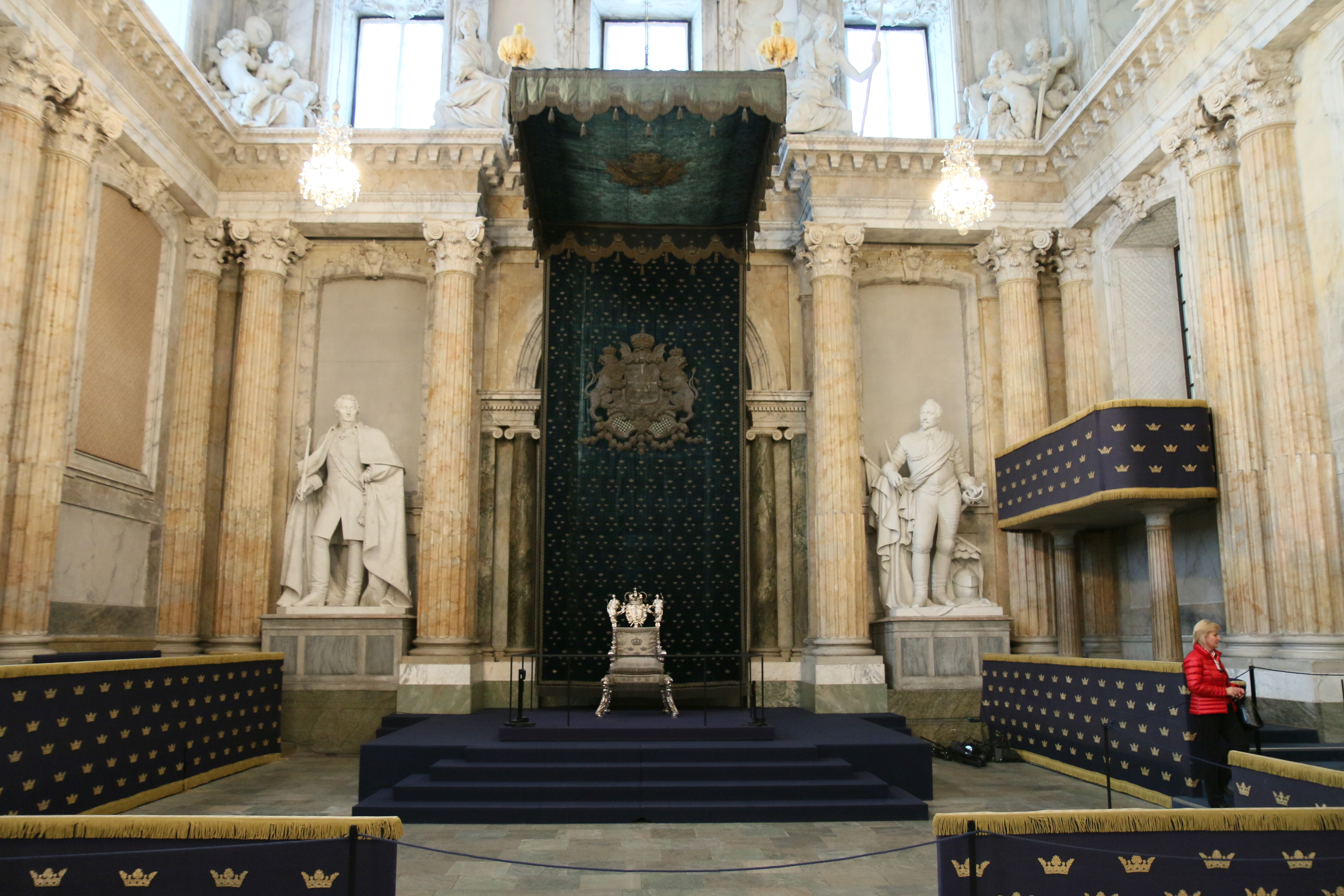
Rikssalen met de Zweedse troon
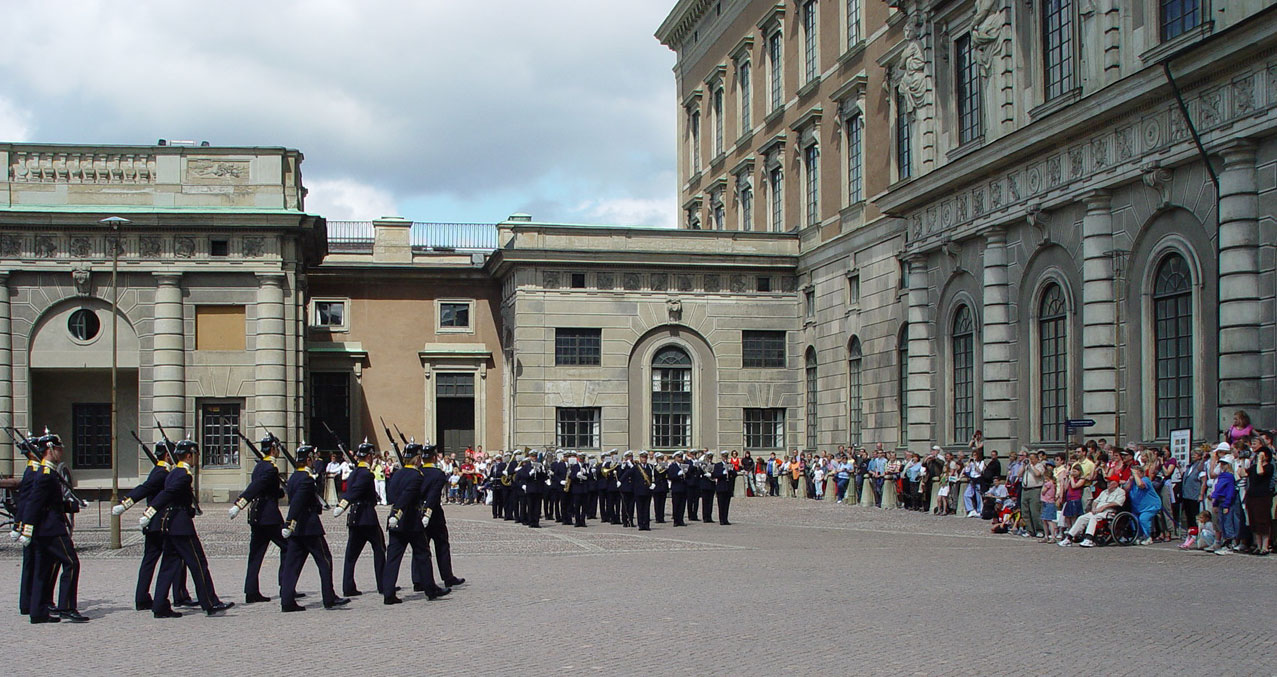
Wisseling van de wacht
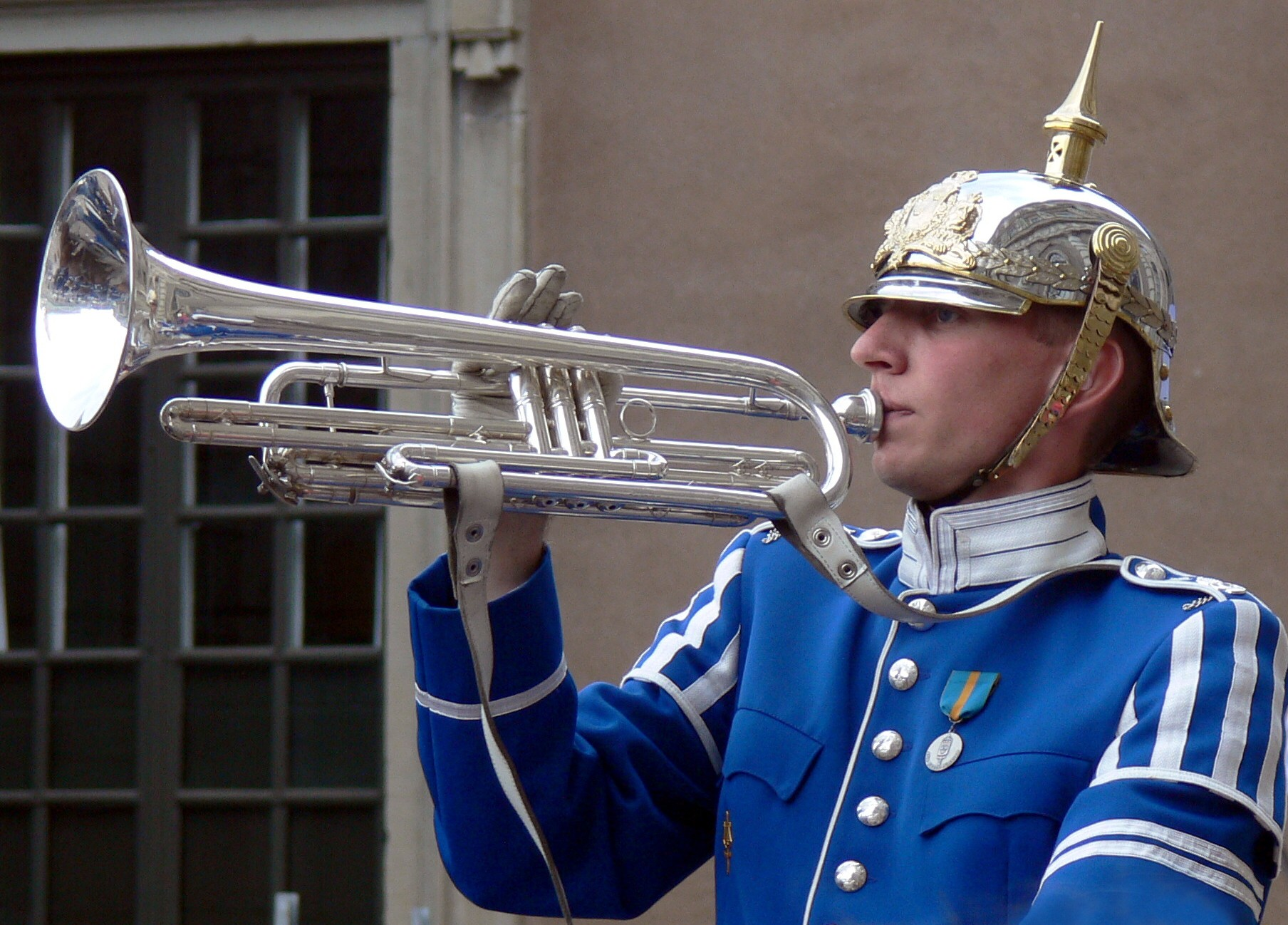
Signaal voor de wisseling van de wacht